# James Franck
James Franck (født 26. august 1882 i Hamborg, død 21. maj 1964 i Göttingen) var en tysk fysiker.
Han modtog Nobelprisen i fysik i 1925 sammen med Gustav Hertz for deres arbejde med at formulere love om elektroners indvirkning på atomer. Prisen blev først uddelt året efter, da komiteen ikke fandt værdige modtagere i 1925.